# Aileen Quinn
Aileen Quinn (ur. 28 czerwca 1971 w Yardley) – amerykańska aktorka, piosenkarka i tancerka znana z roli Annie Bennett Warbucks w filmie familijnym z 1982 roku Annie.